# 13 (tal)
13 (tretton (fil)) är det naturliga heltal som följer 12 och föregår 14.
- Kan i talspråk kallas "ett" om det avser timmen 13.
- Fobi för talet 13 heter "triskaidekafobi". Denna fobi har sitt ursprung i att 13 inom vidskepelse är det mest kända oturstalet.

## Inom matematiken
- 13 är ett udda tal.
- 13 är det 6:e primtalet mellan primtalen 11 och 17
- 13 är det sjunde fibonaccitalet.
- 13 är en primtalstvilling med 11
- 13 är ett defekt tal
- 13 är ett tridekagontal
- 13 är ett stjärntal
- 13 är ett centrerat ikosaedertal
- 13 är ett palindromtal i det ternära talsystemet.
- 13 är ett palindromtal i det duodecimala talsystemet.
- 13 är ett Ulamtal.
- 13 är ett Tribonaccital.
- 13 är ett Prothtal.
- 13 är ett centrerat kvadrattal.

## Inom vetenskapen
- Aluminium, atomnummer 13
- Messier 13, Herkuleshopen, klotformig stjärnhop i stjärnbilden Herkules, Messiers katalog

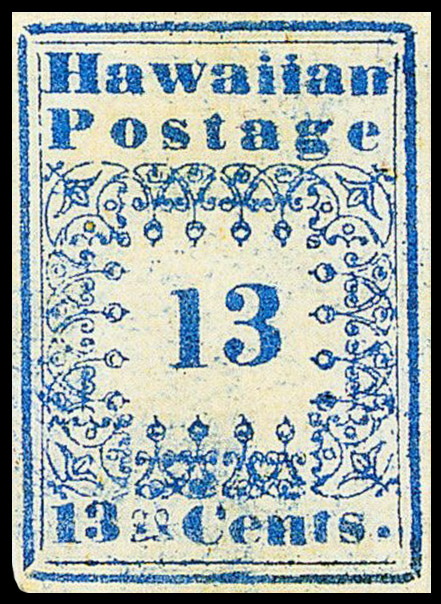
13 cents frimärke från Hawaii.

- 13 Egeria, en asteroid